# Macchine nei fiori
Macchine nei fiori è un album discografico in studio del cantautore italiano Garbo, pubblicato nel 1993.

## Tracce
1. Ciaociao 31 – 3:15
2. Per sempre – 4:04
3. Melodramma – 3:54
4. Sta cambiando il tempo – 1:37
5. Dove non c'è niente – 3:33
6. Una cosa meravigliosa – 3:52
7. Niente che muore – 3:32
8. Macchine nei fiori – 2:59
9. Un'altra primavera – 4:31
10. Soffia ancora – 3:27
11. Giardino giallo – 3:59